# Biatlonski stadion Pokljuka
Koordinaten: 46° 20′ 41,7″ N, 13° 55′ 19,9″ O
Das Biathlonstadion Pokljuka (slowenisch: Biatlonski stadion Pokljuka) ist ein Stadion im Nordwesten von Slowenien. Hier finden regelmäßig internationale Biathlonveranstaltungen statt.

## Hintergrund
Der Name des Stadions stammt von der alpinen Hochebene Pokljuka. Obwohl es richtig „auf“ der Pokljuka heißen müsste, werden die Wettkämpfe einfach nur als „Weltcup Pokljuka“ oder auch als „Weltcup in Pokljuka“ bezeichnet, die verwendeten Namen für das Stadion folgen ebenfalls diesem Muster. Das Organisationskomitee für die Wettkämpfe sitzt in der etwa 50 Kilometer entfernten Gemeinde Šenčur. Während der Wettkämpfe sind die meisten Teilnehmer und Betreuer in Bled untergebracht, das etwa 20 Kilometer vom Stadion entfernt ist. Für Athleten, Betreuer und Zuschauer gibt es einen Shuttlebusservice, da direkt am Stadion wenig Parkplätze vorhanden sind.

## Lage
Das Stadion liegt im Herzen der Pokljuka-Hochebene, die Teil des Nationalparks Triglav in den Julischen Alpen ist. Es befindet sich auf dem Gebiet der Gemeinde Bohinj und ist rund 20 Kilometer von der Stadt Bled entfernt. Das Stadion ist durch seine Lage oberhalb der Stadt zu Fuß nur schwer zugänglich, die Fahrt mit dem Auto oder einem Shuttlebus dauert rund 30 Minuten. Die Anlage liegt auf einer Höhe von 1345 m, der höchste Punkt der Strecken liegt auf 1378 m, der tiefste Punkt auf 1339 m. Das Stadion fasst bis zu 7000 Zuschauer, an der Strecke ist Platz für weitere 3000 bis 8000 Zuschauer.

## Geschichte
Seit Anfang der 1990er Jahre finden hier regelmäßig internationale Wettkämpfe statt. Seit 1999 werden auf der Pokljuka auch Wettkämpfe des Biathlon-Weltcups ausgetragen, außerdem die Verfolgungsrennen der Biathlon-Weltmeisterschaften 1998 sowie die Biathlon-Weltmeisterschaften 2001. Das Stadion wurde vor der Weltcupsaison 2009/10 mit Hilfe von EU-Geldern erweitert und zu einem modernen Biathlonstadion umgebaut. Vor dem Winter 2016/17 wurden kleine Umbaumaßnahmen am Hauptgebäude durchgeführt.

## Veranstaltungen
- 1992: Biathlon-Europacup
- 1992: Biathlon-Weltcup 1992/93
- 1993: Biathlon-Weltcup 1993/94
- 1996: Biathlon-Weltcup 1995/96
- 1997: Biathlon-Europacup 1996/97
- 1998: Biathlon-Weltcup 1997/98 und Verfolgungs-Weltmeisterschaften
- 1999: Biathlon-Weltcup 1999/2000 und Junioren-Weltmeisterschaften 1999
- 2001: Biathlon-Weltmeisterschaften 2001 und Biathlon-Weltcup 2001/02
- 2004: Biathlon-Weltcup 2003/04
- 2005: Biathlon-Weltcup 2004/05
- 2006: Biathlon-Weltcup 2005/06 und Biathlon-Mixed-Staffel-Weltmeisterschaft
- 2007: Biathlon-Weltcup 2006/07 und 2007/2008
- 2009: Biathlon-Weltcup 2009/10
- 2010: IBU-Cup 2009/10
- 2010: Biathlon-Weltcup 2010/11
- 2012: Biathlon-Weltcup 2012/13
- 2014: Biathlon-Weltcup 2013/14 und Biathlon-Weltcup 2014/15
- 2015: Biathlon-Weltcup 2015/16
- 2016: Junioren-Europameisterschaften und Biathlon-Weltcup 2016/17
- 2018: Biathlon-Weltcup 2018/19
- 2020: Biathlon-Weltcup 2019/20
- 2021: Biathlon-Weltmeisterschaften 2021
- 2023: Biathlon-Weltcup 2022/23
- 2025: Biathlon-Weltcup 2024/25